# Kiyoshi Sugimoto
Kiyoshi Sugimoto (杉本保清, Sugimoto  Kiyoshi) (geb. circa 1940) is een Japanse fusion- en jazzgitarist.

## Biografie
Kiyoshi Sugimoto speelde vanaf de vroege jaren 60 in de jazzscene van Tokio, o.m. met Martha Miyake, waarmee hij in 1960 zijn eerste opnames maakte (My Favorite Songs), en verder met Hideo Shiraki, Yuzuru Sera, Akira Ishikawa, Yoshiaki Masuo,George Otsuka en Terumasa Hino. In 1970 nam hij met Masahiro Suzuki, Yoshio Ikeda en Motohiko Hino zijn debuutalbum op, Country Dream (Nippon Columbia), gevolgd door Babylonia Wind (Columbia, 1971, met Takao Uematsu, Hideo Ichikawa, Yoshio Ikeda en Motohiko Hino) en een popalbum (My Sweet Lord) met hits van de Beatles en Santana.
Vanaf de jaren 70 nam hij onder eigen naam een reeks van deels fusion-georiënteerde albums op. In 1971 speelde hij met Terumasa Hino op de Berliner Jazztagen. Verder werkte hij dat decennium met Seiichi Nakamura, Maki Asakawa, Yosuke Yamashita, Yasuko Agawa, Tatsuya Takahashi, Sonny Stitt (The Shadow of Your Smile, 1978), Madao Yagi, Eri Ohno en Katsuo Kuninaka, in de jaren 80 was hij actief met George Kawaguchi, Tomoki Takahashi/Elvin Jones, Masaru Imada, Harumi Kaneko, Joe Henderson (Jazz Time II: Blue Bossa Live 1987, met Toshihiko Kankawa). In de jazz was hij tussen 1960 en 2001 betrokken bij 69 opnamesessies.

## Discografie (selectie)
- Our Time (Columbia, 1975), met Takao Uematsu, Hideo Ichikawa, Hiromasa Suzuki, Masaoki Terakawa, Motohiko Hino, Akira Ishikawa
- L.A. Master (Express Records, 1977), met Jake Conception, Yasuaki Shimizu, Haruo Togashi, Toshiyuki Daitoku, Tsunehide Matsuki, Akira Okazawa, Yuichi Togashiki, Tatsuya Nakamura, Nobu Saito, Motoya Hamaguchi
- Get You! (Yupiteru, 1978), met Yasuaki Shimizu, Ryuichi Sakamoto, Masanori Sasaji, Takayuki Hijikata, Akira Okazawa, Shuichi Murakami, Yuichi Togashiki, Larry Sunaga
- One More (Better Days, 1980), met Shunzo Ono, Warren Bernhardt, Marcus Miller, Omar Hakim
- Circulation (Tukuma, 2001), met Kankawa, Greg Bandy, Cynthia Marie